# Jüdischer Friedhof Grävenwiesbach

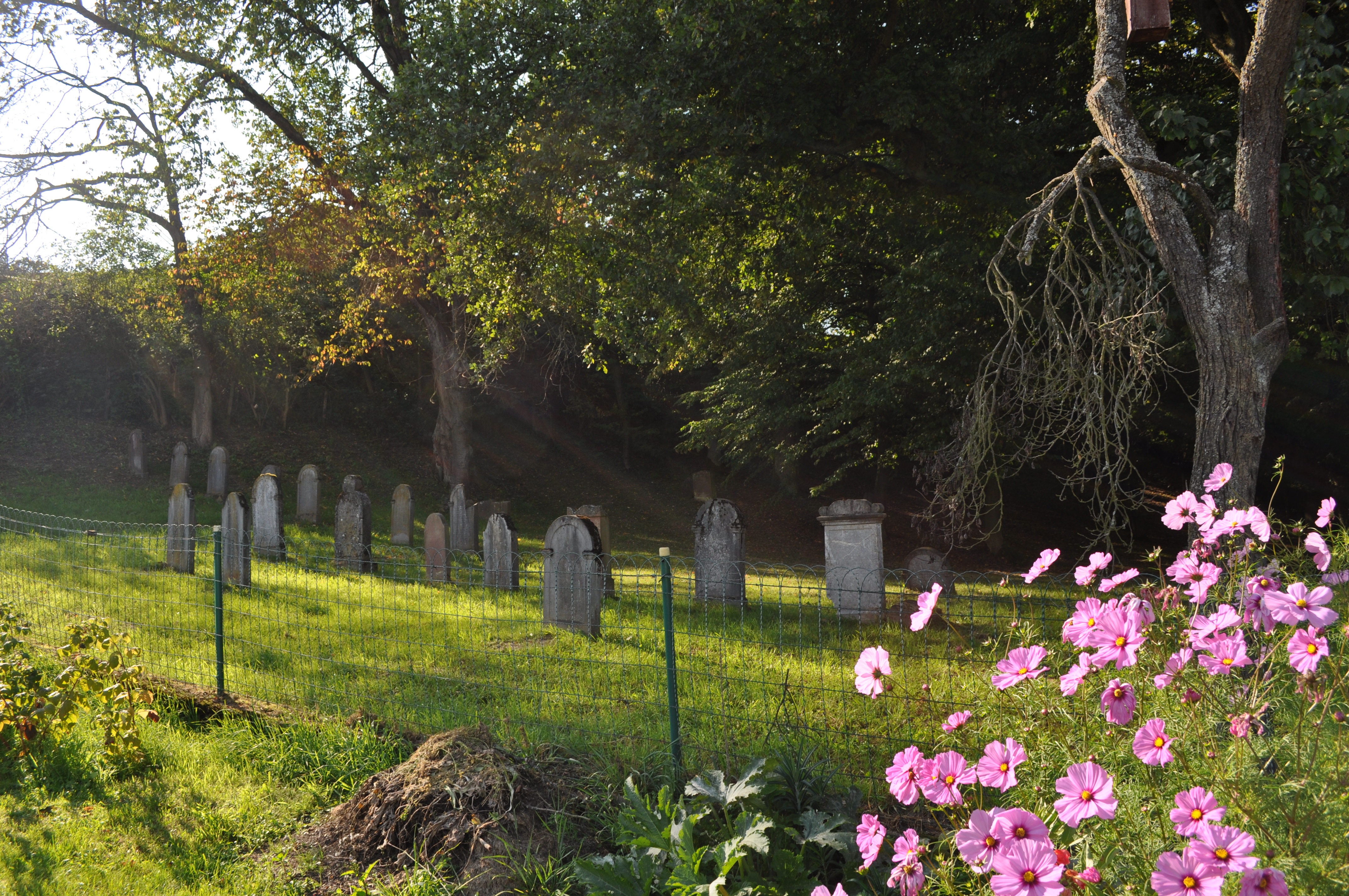
Jüdischer Friedhof Grävenwiesbach

Der Jüdische Friedhof Grävenwiesbach ist ein jüdischer Friedhof in Grävenwiesbach im Hochtaunuskreis in Hessen. Der Friedhof liegt in der Gartenstraße in einem Wohngebiet.

## Geschichte
Wann der Jüdische Friedhof angelegt worden ist, bleibt unklar. Als sicher gilt, dass er mindestens 200 Jahre lang und bis 1925 als Grablege genutzt worden ist. Bis 1884 wurden dort auch Eschbacher und Usinger Juden beigesetzt.
Ursprünglich wurden die Juden des Kirchspiels Grävenwiesbach auf dem jüdischen Friedhof in Naunstadt (Flurstück „In der Kirchhof“) begraben. Dort wurden mindestens bis 1748 Beerdigungen vorgenommen. Seit dem 17. Jahrhundert siedelten Juden in Grävenwiesbach selbst.
Auf dem Friedhof sind 14 ältere Grabsteine erhalten.